# Haploclastus bratocolonus
Espèce
Haploclastus bratocolonus est une espèce d'araignées mygalomorphes de la famille des Theraphosidae.

## Distribution
Cette espèce est endémique du Kerala en Inde,. Elle se rencontre vers Poochipara.

## Description
La carapace de la femelle holotype mesure 15,2 mm de long sur 12,6 mm et l'abdomen 15,7 mm de long sur 9,9 mm.

## Systématique et taxinomie
Cette espèce a été décrite par Mirza en 2024.

## Publication originale
- Mirza, 2024 : « Systematics of the Western Ghats endemic tarantula subfamily Thrigmopoeinae with the description of a new genus and four new species. » Travaux du Muséum National d'Histoire Naturelle Grigore Antipa, vol. 67, no 2, p. 183-234.